# Galský Apollo
Galský Apollo je souhrnné označení pro několik galských božstev, spojovaných především s léčením a léčivými prameny, která byla Římany ztotožněna s Apollem. V římské Galii se tak objevovaly votivní nápisy, kde má Apollo přízviska jako Belenus, Citharoedus, Grannus, Moritasgus, Vindonnus, Borvo nebo Toutiorix (Vůdce klanu), celkově asi patnáct různých jmen, z nichž některá pravděpodobně označují původně samostatná božstva. Kromě toho se pod jménem Apolla může skrývat také bůh Maponos. Partnerkami těchto „Apollů“ bývá Sirona, Damona a Bormana.
Identifikace galských božstev se římskými, v duchu interpretatio romana, se objevuje již v Caesarových Zápiscích o válce galské, kde se uvádí, že Apollo je po Merkurovi druhým nejvíce uctívaným galským božstvem a bohem, který odvrací nemoci. Klasický učenec Fritz Graf upozorňuje, že Caesarův pohled musel být zjednodušující: léčení nebylo jedinou funkcí římského Apolla, zároveň takto mohl být s Apollem ztotožněn kterýkoliv z galských bohů spojovaný s léčitelstvím či ochranou před nemocemi.